# Hans Scherbart
Hans Wilhelm Scherbart (* 16. Dezember 1905 in Wilmersdorf; † 17. Februar 1993 in Bad Münstereifel) war ein deutscher Hockeyspieler.
Hans Scherbart spielte für den Berliner SV 92, mit dem er 1940 Deutscher Meister im Hockey wurde. Der Stürmer debütierte 1928 in der deutschen Hockeynationalmannschaft. Bei den Olympischen Spielen 1936 in Berlin wirkte Scherbart in drei Spielen mit. Er war auch im Finale bei der 1:8-Niederlage gegen die damals als unschlagbar geltenden Inder dabei und erhielt mit seinen Mannschaftskameraden die Silbermedaille. Insgesamt wirkte Hans Scherbart von 1928 bis 1940 in 31 Länderspielen mit.